# Ononis pedicellaris
Ononis pedicellaris là một loài thực vật có hoa trong họ Đậu. Loài này được (Batt.) Sirj. miêu tả khoa học đầu tiên.